# Ella Ramsay
Ella Ramsay (12 de julho de 2004) é uma nadadora australiana.

## Início da vida
Ramsay nasceu em 2004 em Ipswich, Queensland. Seu pai Heath Ramsay competiu pela Austrália como nadador borboleta, mas ele se aposentou da natação competitiva e dirigiu um centro de natação em Ipswich.

## Carreira
Ramsay demonstrou sua versatilidade e desempenho no Campeonato Australiano de Idade em 2021. Ela correu nos 50, 100 e 200 metros livres e 100 e 200 metros peito. Ela completou os 200m e 400m medley individuais. Ela ganhou quatorze medalhas e no ano seguinte, ela defendeu sua posição em cinco disciplinas diferentes.
Ela ganhou destaque internacional quando participou da prova de 200m medley individual nos Jogos da Commonwealth de 2022 em Birmingham, Inglaterra.
Seu pai foi seu treinador, mas ela mudou-se para Dean Boxall no St Peter's Western Club em Brisbane. Ela levou a prata nos 100 metros peito e o ouro nos 200 metros nas seletivas olímpicas da AUS de 2024 qualificando-a para uma vaga olímpica. Ela também ficou em segundo lugar no medley individual de 200 metros. Sua qualificação final para ela e para a Austrália foi seu tempo rápido no medley individual de 400 metros, que foi 4:36.56.
Ramsay estava na equipe de natação australiana nas Olimpíadas de Paris de 2024. Ela estava programada para competir em quatro eventos. Ela iria competir no nado peito nos 100 e 200 metros e correr nos medleys nos 200m individuais e no revezamento medley 4 x 100m.
Ela e Jenna Forrester estavam ambas na mesma bateria de medley individual de 400m pela Austrália. Ramsay se classificou para a final, mas Forrester perdeu por uma fração de segundo após chegar em nono lugar.